# Paradactylodon persicus
Paradactylodon persicus é uma espécie de anfíbio caudado pertencente à família Hynobiidae. É encontrada no Irã e possivelmente no Azerbaijão.